# جمشید کشفی
جمشید کشفی (۱۲۹۱ تهران–) بازرگان و نماینده کلیمیان در مجلس شورای ملی در دوره بیست و یکم مجلس شورای ملی بود.

## زندگی
جمشید کشفی، فرزند میرزاآقا در خانواده‌ای یهودی در تهران به دنیا آمد. پس از کسب مدرک دیپلم بازرگانی به تجارت مشغول شد.

## فعالیت‌های اجتماعی
عضویت در بیست و یکمین دوره مجلس شورای ملی، ۱۳۴۲–۱۳۴۶.

## نمایندگی مجلس
جمشید کشفی با کسب ۴۱۳۸ رای از ۵۶۶۲ رای به نمایندگی از کلیمیان ایران به مجلس راه یافت.